# Simon Seidl
Pour les articles homonymes, voir Seidl.
Simon Seidl, né le 4 septembre 2002 à Kuchl en Autriche, est un footballeur autrichien qui évolue au poste de milieu offensif au FC Blau-Weiß Linz.

## Biographie

### En club
Né à Kuchl en Autriche, Simon Seidl commence sa carrière avec le club local du SV Kuchl, faisant ses débuts en troisième division autrichienne. 
Lors de l'été 2022 il rejoint le FC Blau-Weiß Linz. Il participe à son premier match de première division autrichienne le 21 octobre 2023 face au SC Austria Lustenau. Il entre en jeu et les deux équipes se neutralisent (0-0 score final).
Le 2 mai 2024, il décide de poursuivre l'aventure avec le FC Blau-Weiß Linz en prolongeant son contrat jusqu'en juin 2027.

### En sélection
Le 17 novembre 2023, Simon Seidl joue son premier match avec l'équipe d'Autriche espoirs, face à la France. Il entre en jeu à la place de Thierno Ballo, et son équipe s'impose sur le score de deux buts à zéro.
Le 6 septembre 2024, Seidl se fait remarquer avec les espoirs en marquant deux buts contre la Bosnie-Herzégovine. Titularisé ce jour-là, il donne la victoire à son équipe (0-2 score final). Il s'agit de ses deux premiers buts avec les espoirs,.

## Vie privée
Simon Seidl est le jeune frère de Matthias Seidl, lui aussi footballeur professionnel.